# Seminário Maior da Sagrada Família
O Seminário Maior da Sagrada Família é um edifício religioso situado na cidade de Coimbra, Portugal.
Está classificado como Monumento Nacional desde 22 de abril de 2021.

## História
O edifício foi construído inicialmente a 16 de junho de 1748, por pedido de D. Miguel da Anunciação, bispo de Coimbra e 16.º conde de Arganil, tendo sido projetado pelos arquitetos italianos Giovani Tamossi e Giacomo Azzollini. A sua inauguração ocorreu a 28 de outubro de 1765.

## Biblioteca
A Biblioteca Velha do Seminário Maior de Coimbra encontra-se instalada numa das salas do piso térreo e contém uma colecção de cerca de 9 000 livros, considerados de elevado valor histórico e patrimonial, nomeadamente impressos entre o início do século XVI e o ano de 1800.
Esta biblioteca começou a ser formada com a doação da biblioteca particular do Bispo-Conde D. Miguel da Anunciação, fundador do Seminário e o acervo foi depois sendo aumentado com a entrada regular de diversas obras, por compra e por doação.
O Seminário teve a preocupação de constituir uma Biblioteca que respondesse às necessidades de todos os estudantes ali alojados: aqueles que se destinavam à vida eclesiástica (Ordinandos) mas também os que se destinavam à vida civil (Porcionistas)”.
O Decreto de extinção das ordens religiosas (publicado a 30 de Maio de 1834) atingiu os Colégios universitários de Coimbra e está na origem da dispersão das suas ricas bibliotecas, tendo-se preservado duas: a do Colégio Real de São Pedro (que hoje se guarda na Biblioteca Geral da Universidade) e a Biblioteca Velha do Seminário Maior.
A Biblioteca Velha tem como principais características o ser seleccionada (foi constituída e mantida de forma criteriosa, ao longo de três séculos); específica (servindo de apoio a um universo bem identificado de professores e estudantes); e mantém-se íntegra (resistiu não apenas aos efeitos do Decreto de 1834 mas também ao processo de secularização dos bens da Igreja, que se seguiu à implantação da República, em 1910).
Com obras em Latim, Português, Castelhano e Francês, as principais áreas temáticas da Biblioteca Velha do Seminário Maior de Coimbra são Teologia, Direito (Canónico e Civil), Sagrada Escritura, Humanidades e História.